# Berlin-Heiligensee

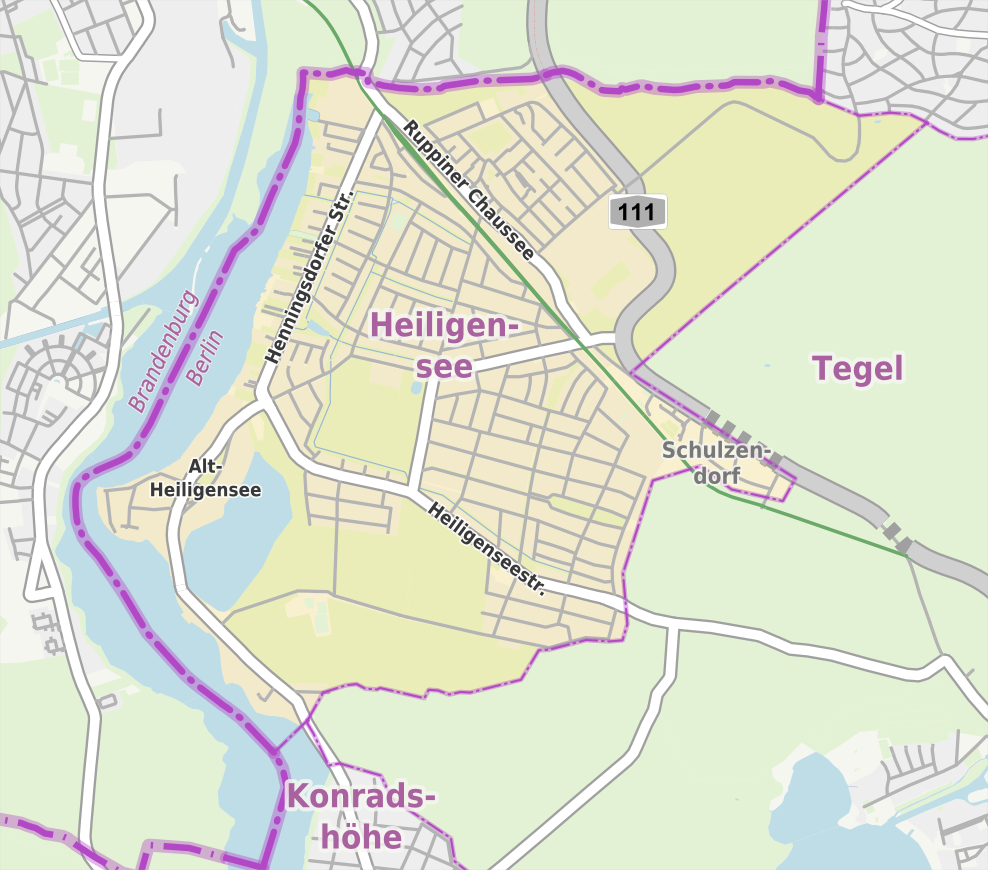
Übersichtskarte Heiligensee

Heiligensee ist der westlichste Ortsteil des Berliner Bezirks Reinickendorf.

## Geographie
Heiligensee in seiner aktuellen Form befindet sich im Nordwesten des Bezirks Reinickendorf. Das ursprüngliche Dorf liegt auf einer Halbinsel zwischen der Havel und dem namensgebenden Heiligensee. Im Lauf der Entwicklung dehnte sich der Ortsteil längs der Havel weiter nach Süden bis zum Ortsteil Konradshöhe aus.
Die nördliche und westliche Grenze sind zugleich Grenzen von Berlin zu Brandenburg: Hier schließt sich der Landkreis Oberhavel mit den Städten Hennigsdorf (Wohnplätze Nieder Neuendorf und Stolpe-Süd) und Hohen Neuendorf (Ortsteil Stolpe) an. Auf der östlichen Seite grenzt Heiligensee an die Berliner Ortsteile Tegel (im Südosten) und Frohnau (im Nordosten). Im Süden an der Havel gibt es noch eine kurze Grenze mit Konradshöhe. Heiligensee beinhaltet die kleine Ortslage Schulzendorf. Der Tegeler Forst und der Nieder Neuendorfer See bilden jeweils eine natürliche Grenze im Osten und Süden sowie im Westen.
Die Baumberge (früher auch als Der Bumberg bekannt) sind eine Besonderheit in Heiligensee. Es ist eine Binnendünenlandschaft, die zum Ende der letzten Eiszeit entstand. In der Zeit nach dem Zweiten Weltkrieg wurden die Baumberge bis in die 1980er Jahre als französisches Manövergebiet benutzt. Die Franzosen waren damals alliierte Schutzmacht in Reinickendorf.

## Geschichte

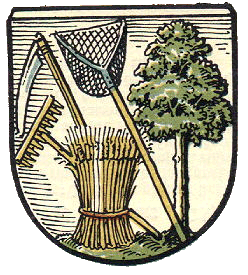
Wappen von Heiligensee

Die erste nachweisliche Besiedlung Heiligensees fand etwa 2000 v. Chr. durch germanische Semnonen statt. Sie wurden um 700 n. Chr. durch slawische Wenden abgelöst. Um 1230 errichteten deutsche Siedler das Straßenangerdorf Heiligensee, in dem spätestens seit 1352 ein Hof deren von Bredow mit anfangs zehn abgabenfreien Hufen dokumentiert ist (1450: 16 Hufe); die von Bredow hatten dafür dem Markgrafen Vasallendienst zu leisten. Im Jahr 1308 wurde der Ort als Hyelegense erstmals urkundlich erwähnt. Im Landbuch Karls IV. (1375) finden sich die Schreibweisen Heyligense, Heyligensee, Hilgensey und Hilgense, in dem insgesamt 61 Hufe genannt sind. Davon sind vier Pfarrhufe und sechs abgabenfreie Hufe des Lehnschulzen, der ein Lehnspferd zu halten hatte. Das Dorf hatte einen Krug, auch eine Fähre wurde ausdrücklich erwähnt. Heiligensee erlangte seit dem Ende des 14. Jahrhunderts zunehmend Bekanntheit, weil es am damals stark frequentierten Pilgerweg Berlin–Wilsnack lag.
Im Jahr 1544 erwarb Bertram von Pfuel den Großteil des Dorfes Heiligensee. Ein kleinerer Teil gehörte (vorher) dem Kaland in Spandau bzw. später dem Heilig-Geist-Hospital in Spandau. Mit der Säkularisation dieser beiden Institutionen kam der Besitztitel an das Amt Spandau. Bei der Auflösung des Amtes Mühlenbeck kam Heiligensee ganz an das Amt Spandau.
Mit der Bildung der Gemeinde Groß-Berlin wurde Heiligensee am 1. Oktober 1920 aus dem Landkreis Niederbarnim in der preußischen Provinz Brandenburg in den Berliner Bezirk Reinickendorf eingemeindet.
Nach 1945 gehörte Heiligensee zum französischen Sektor Berlins. Nach dem Mauerfall zogen die alliierten Schutzmächte aus Berlin ab. Auf einem Teil früherer Militärflächen entwickelten sich Gewerbe und Landwirtschaft. Der Standort um den Bahnhof Heiligensee, auf dem sich die Firma Tetra Pak angesiedelt hatte, soll nach einem im Jahr 2018 veröffentlichten Stadtentwicklungsplan als Gewerbe aufgegeben und zu einem Wohnquartier werden. Underberg stellt seine Produktion in Heiligensee ein. Auf einem sechs Hektar großen Areal ist der Bau von mindestens 600 Wohnungen vorgesehen.
Im August/September 2008 beging Heiligensee sein 700-jähriges Jubiläum.

## Bevölkerung
| Jahr | Einwohner |
| ---- | --------- |
| 1858 | 00324     |
| 1871 | 00340     |
| 1880 | 00511     |
| 1890 | 00668     |
| 1900 | 00945     |
| 1910 | 01.475    |
| 1919 | 02.049    |

| Jahr | Einwohner |
| ---- | --------- |
| 1930 | 06.780    |
| 1938 | 14.879    |
| 1946 | 19.930    |
| 1950 | 15.237    |
| 1960 | 14.491    |
| 1970 | 12.680    |
| 1987 | 15.490    |
| 2000 | 17.776    |

| Jahr | Einwohner |
| ---- | --------- |
| 2007 | 17.685    |
| 2010 | 17.630    |
| 2015 | 17.875    |
| 2020 | 18.099    |
| 2021 | 18.053    |
| 2022 | 18.122    |
| 2023 | 18.169    |
| 2024 | 18.006    |

Die Einwohnerzahlen bis 1946 beinhalten auch Konradshöhe, das bis dahin immer Teil von Heiligensee war.

## Sehenswürdigkeiten
Kirchen 
- Dorfkirche (evangelisch), Alt-Heiligensee 45/47
- Matthias-Claudius-Kirche (evangelisch), Schulzendorfer Straße 19–21
- Waldkirche in der Borsigsiedlung (evangelisch), Stolpmünder Weg 35–43
- St.-Marien-Kirche (katholisch), Schulzendorfer Straße 74–78

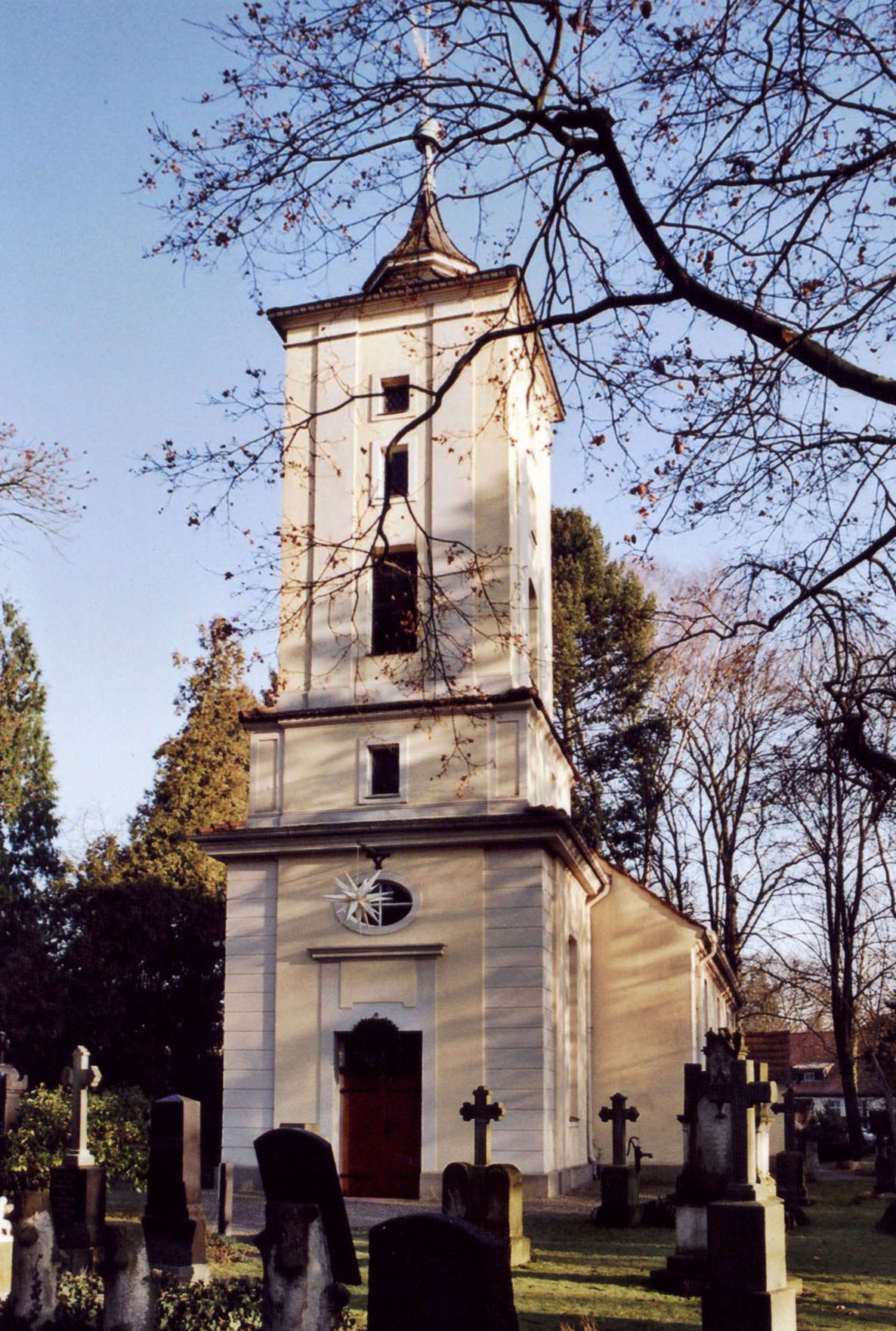
Dorfkirche
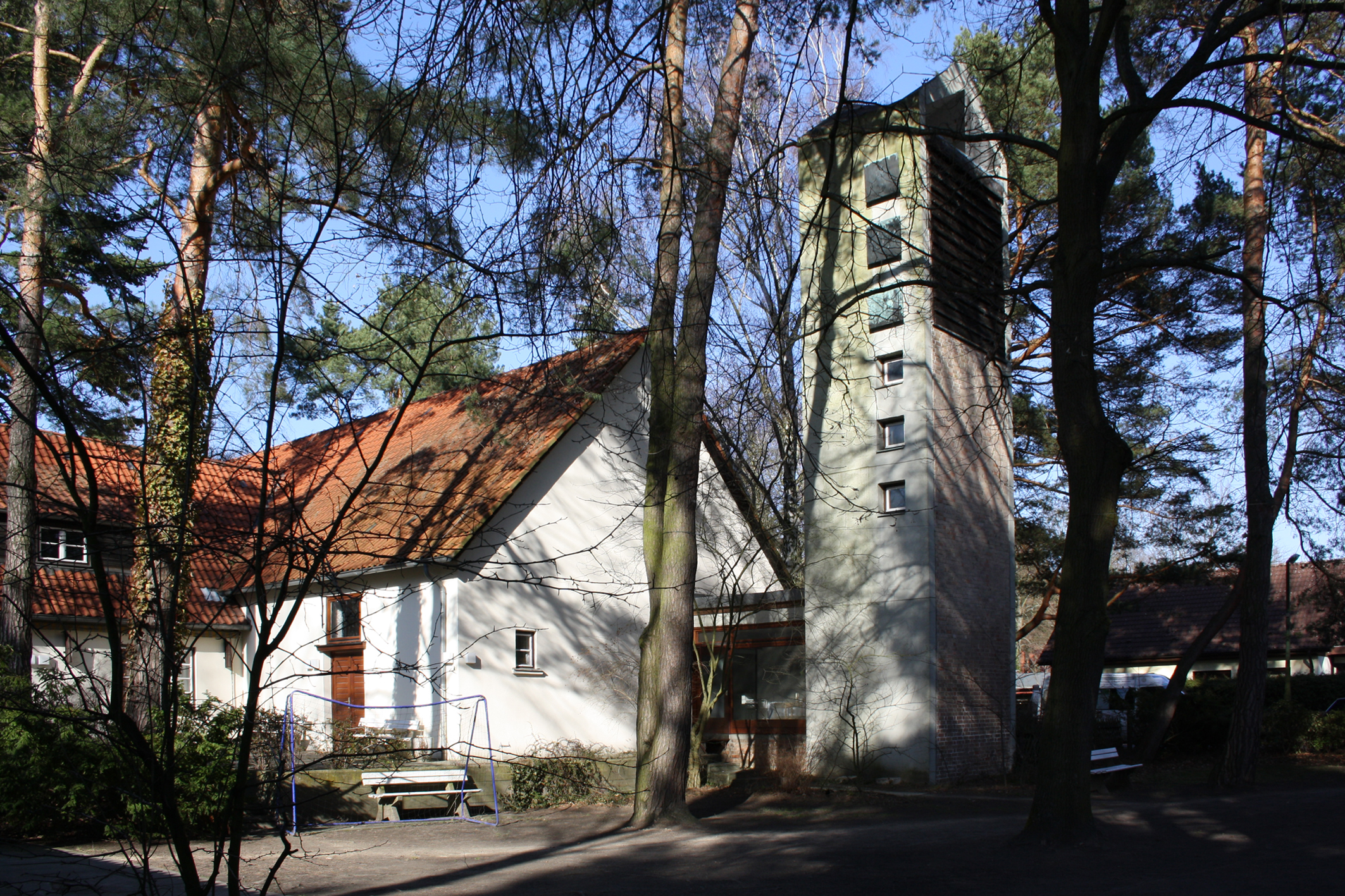
Matthias-Claudius-Kirche
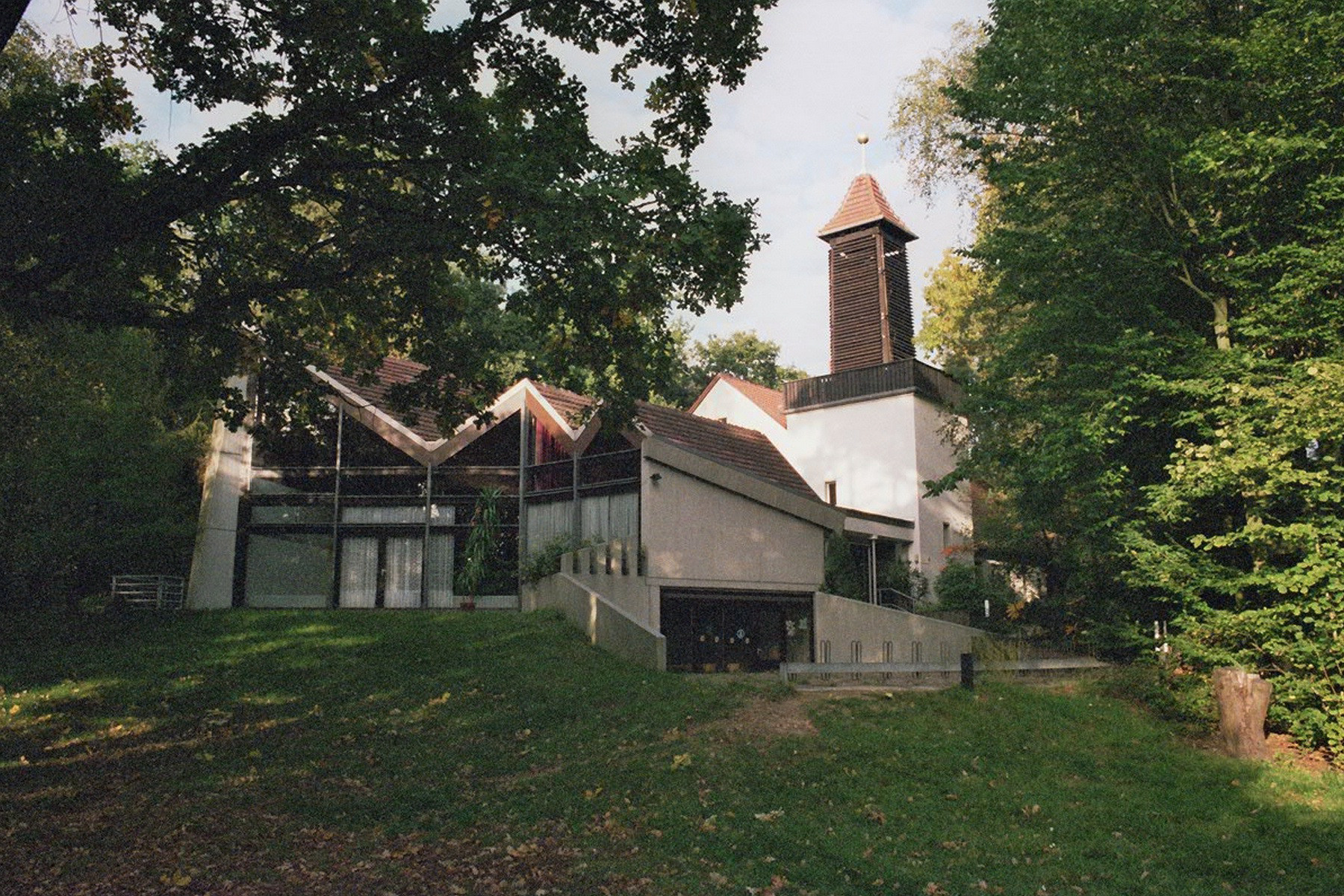
Waldkirche in der Borsigsiedlung
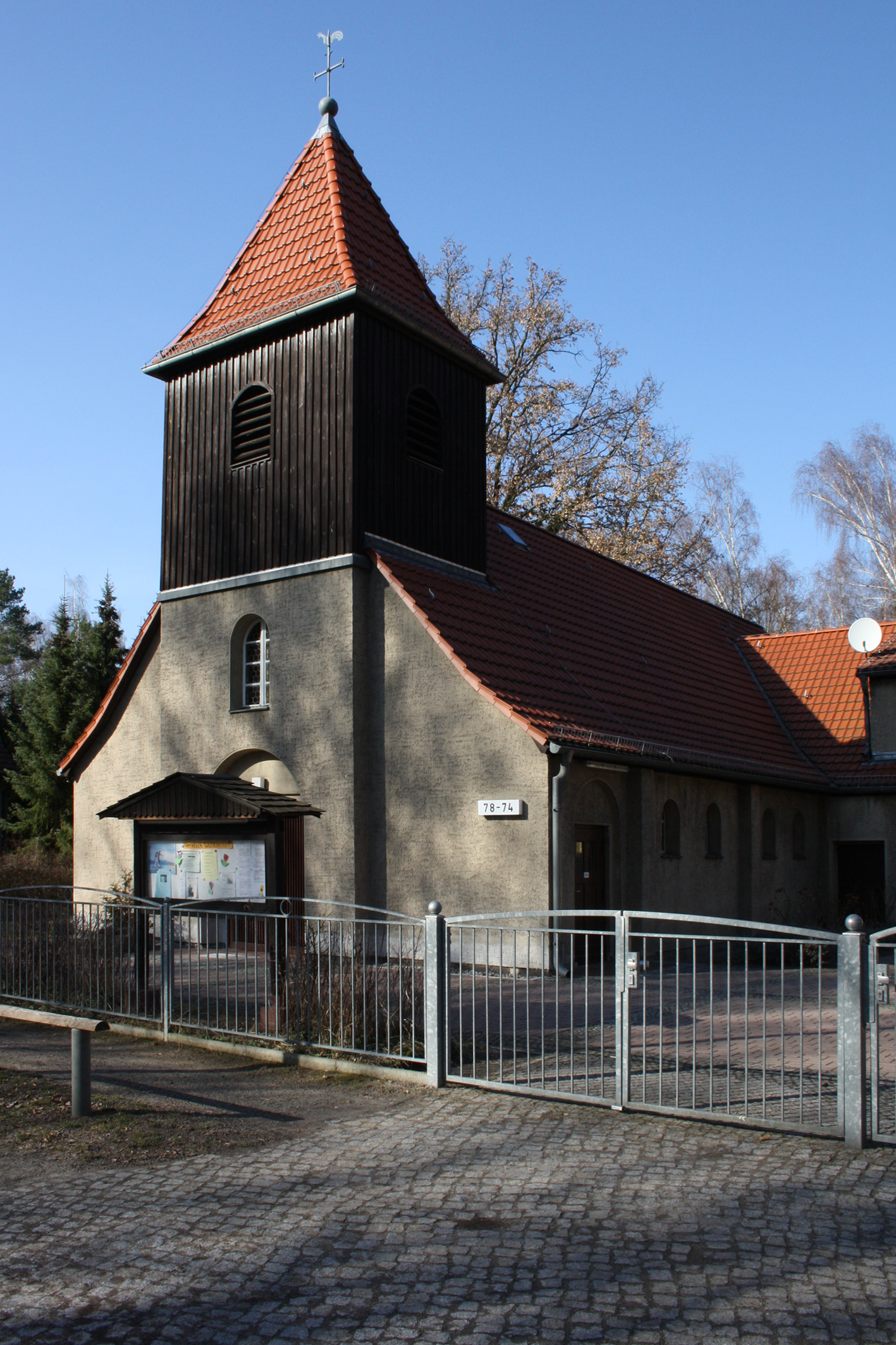
St.-Marien-Kirche
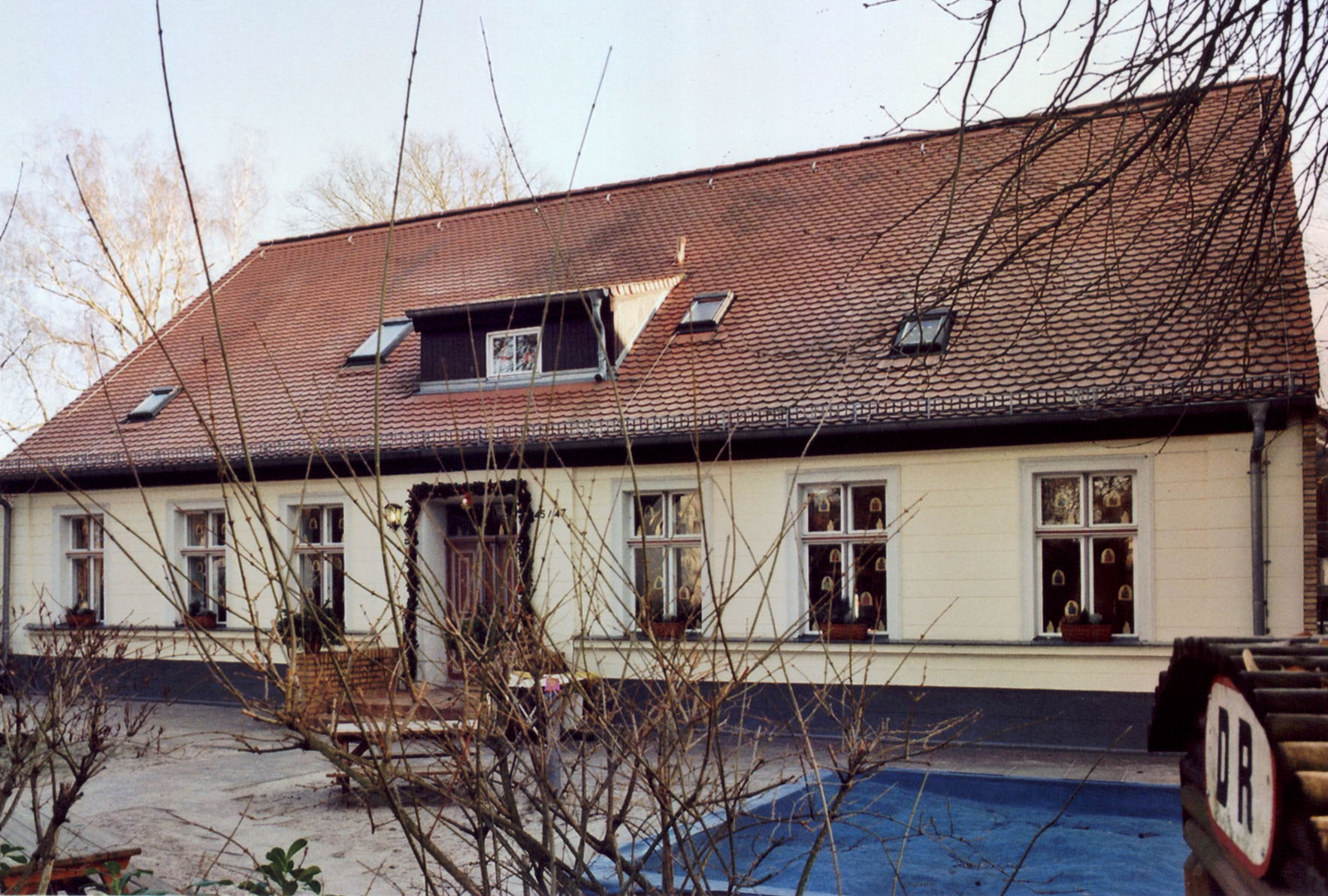
Altes Pfarrhaus, Alt-Heiligensee 45–47
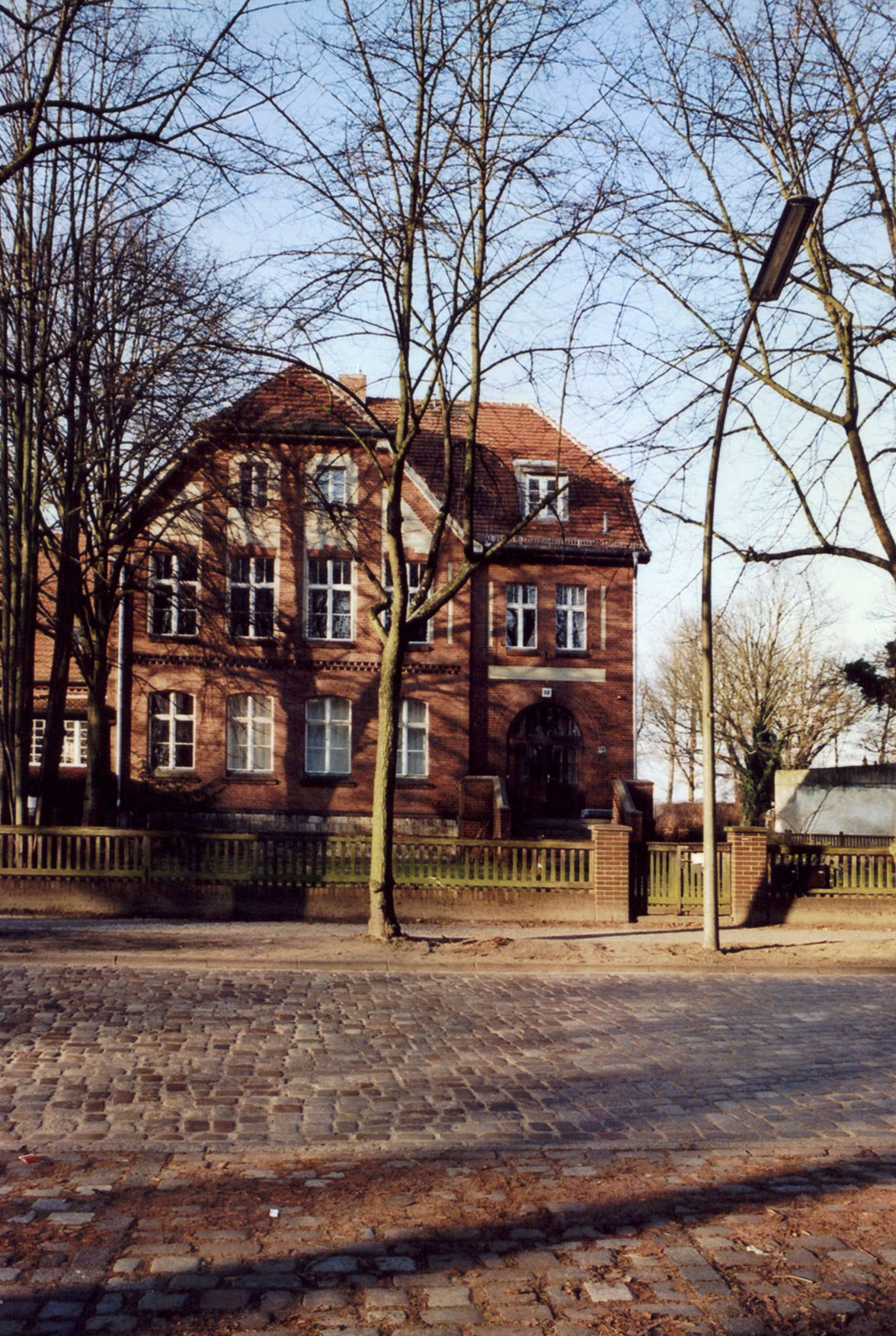
Ehemaliges Schulhaus von 1896, Alt-Heiligensee 56
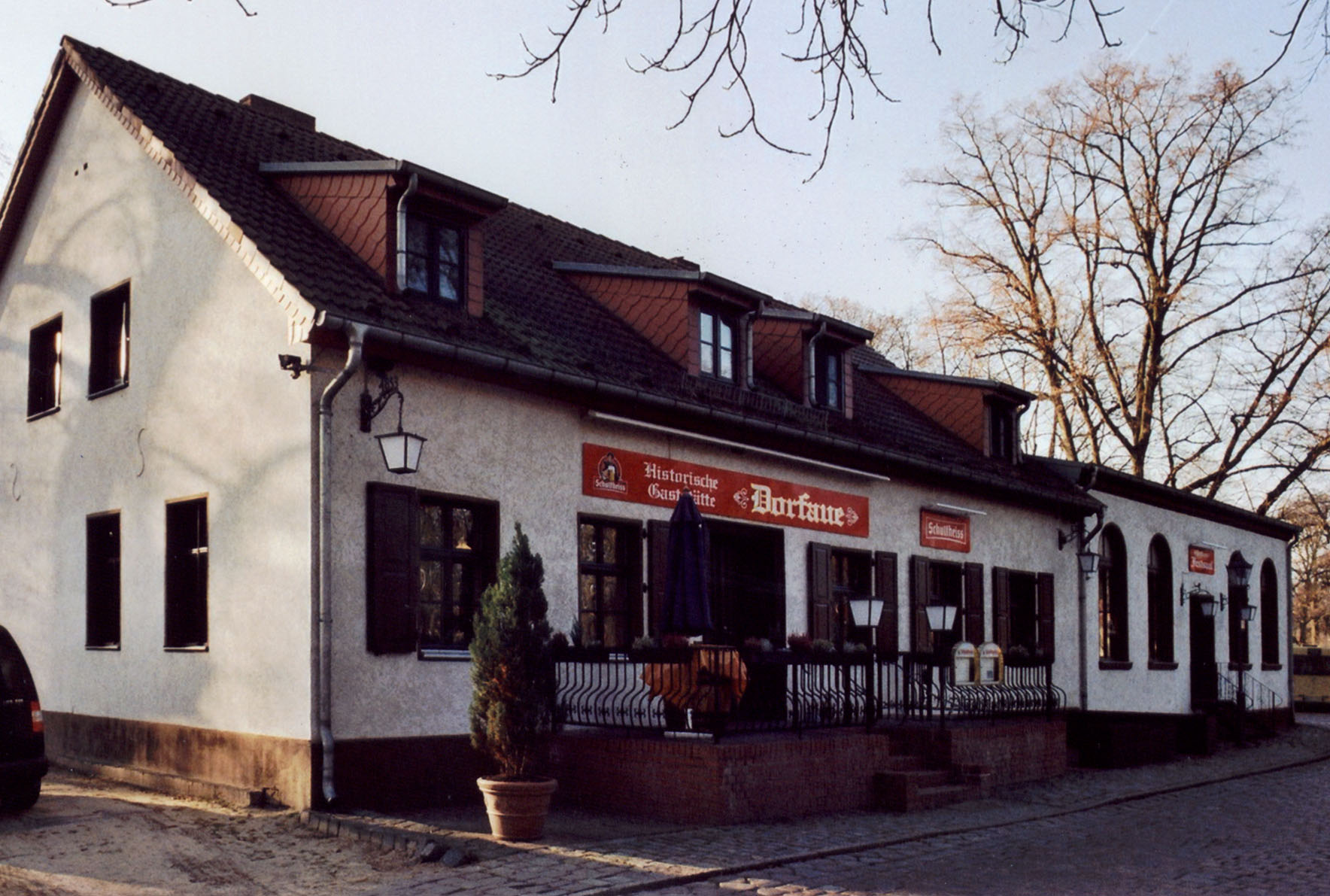
Gaststätte „Dorfaue“ von 1869, Alt-Heiligensee 67
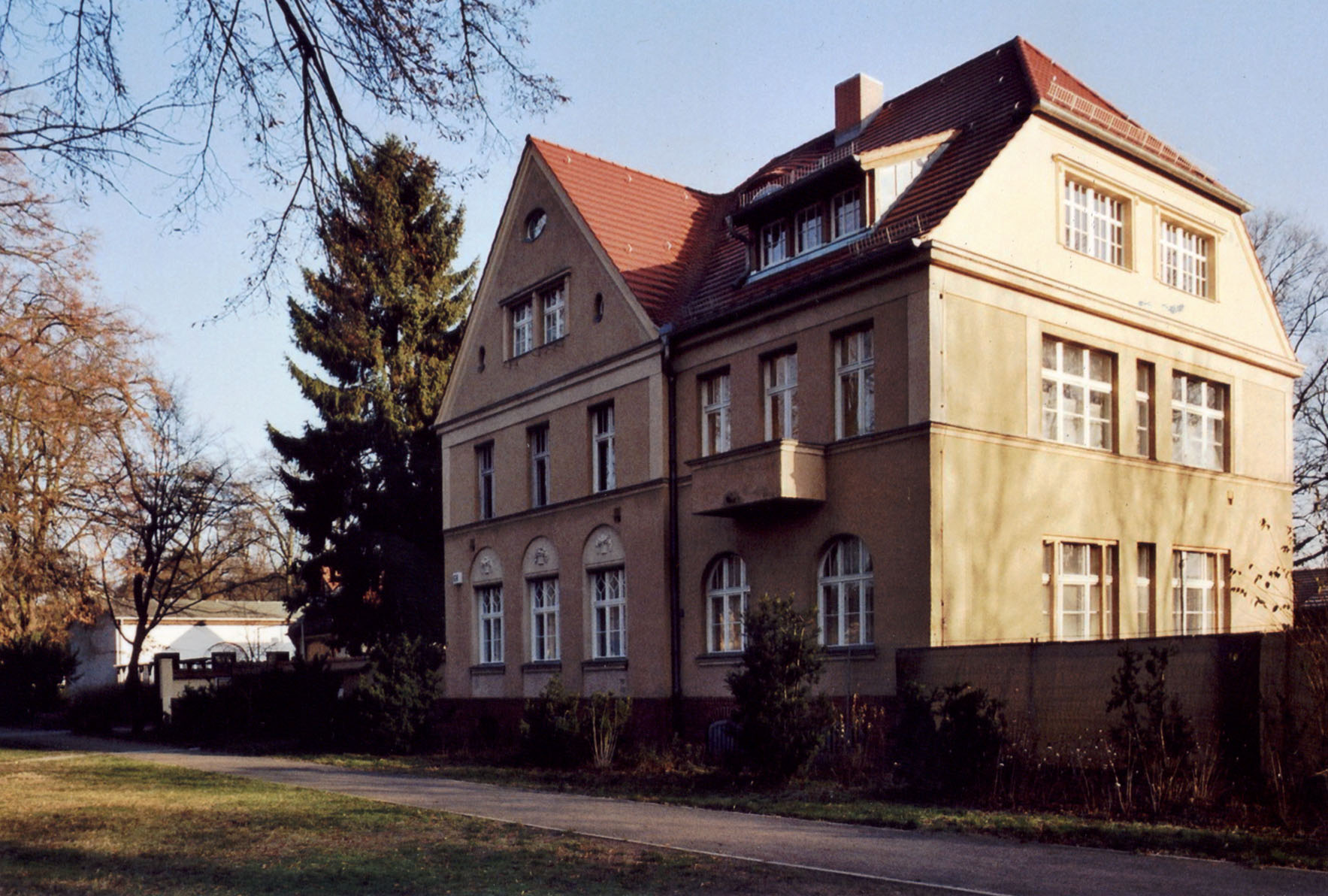
Ehemaliges Amtshaus von 1910, Alt-Heiligensee 68
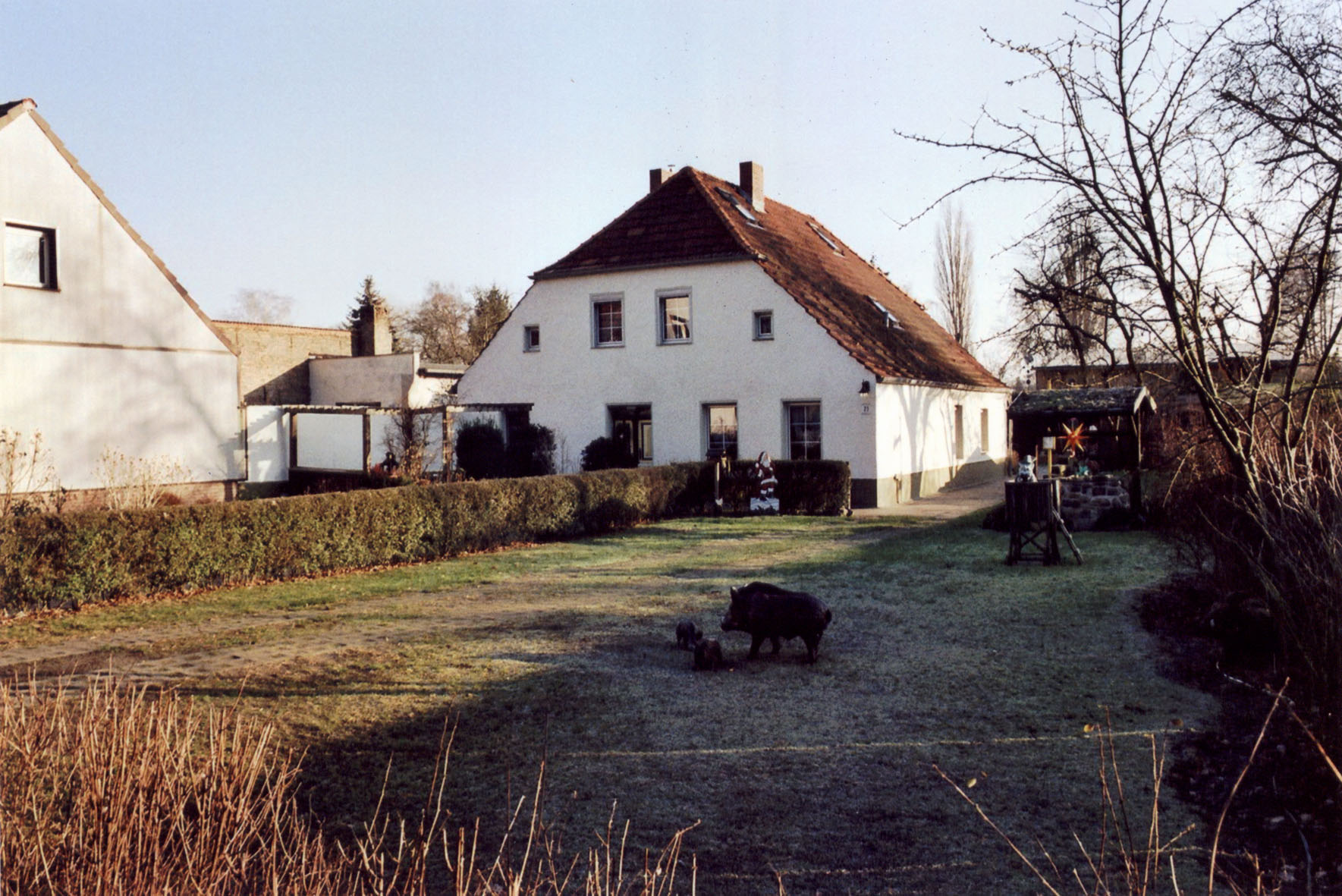
Älteste Wohngebäude aus der Zeit von 1740 bis 1786, Alt-Heiligensee 71
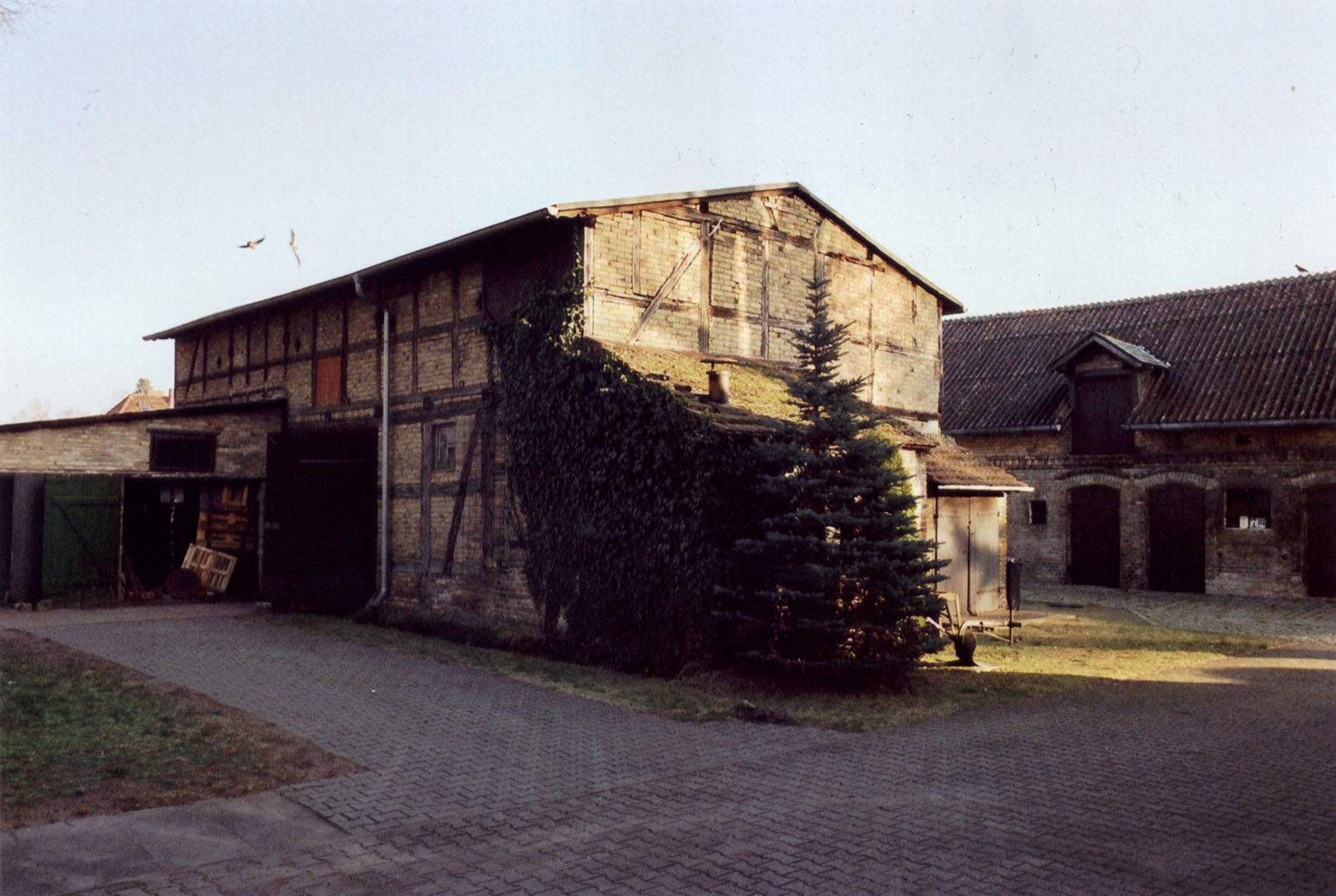
Stallgebäude von 1875, Alt-Heiligensee 77–79
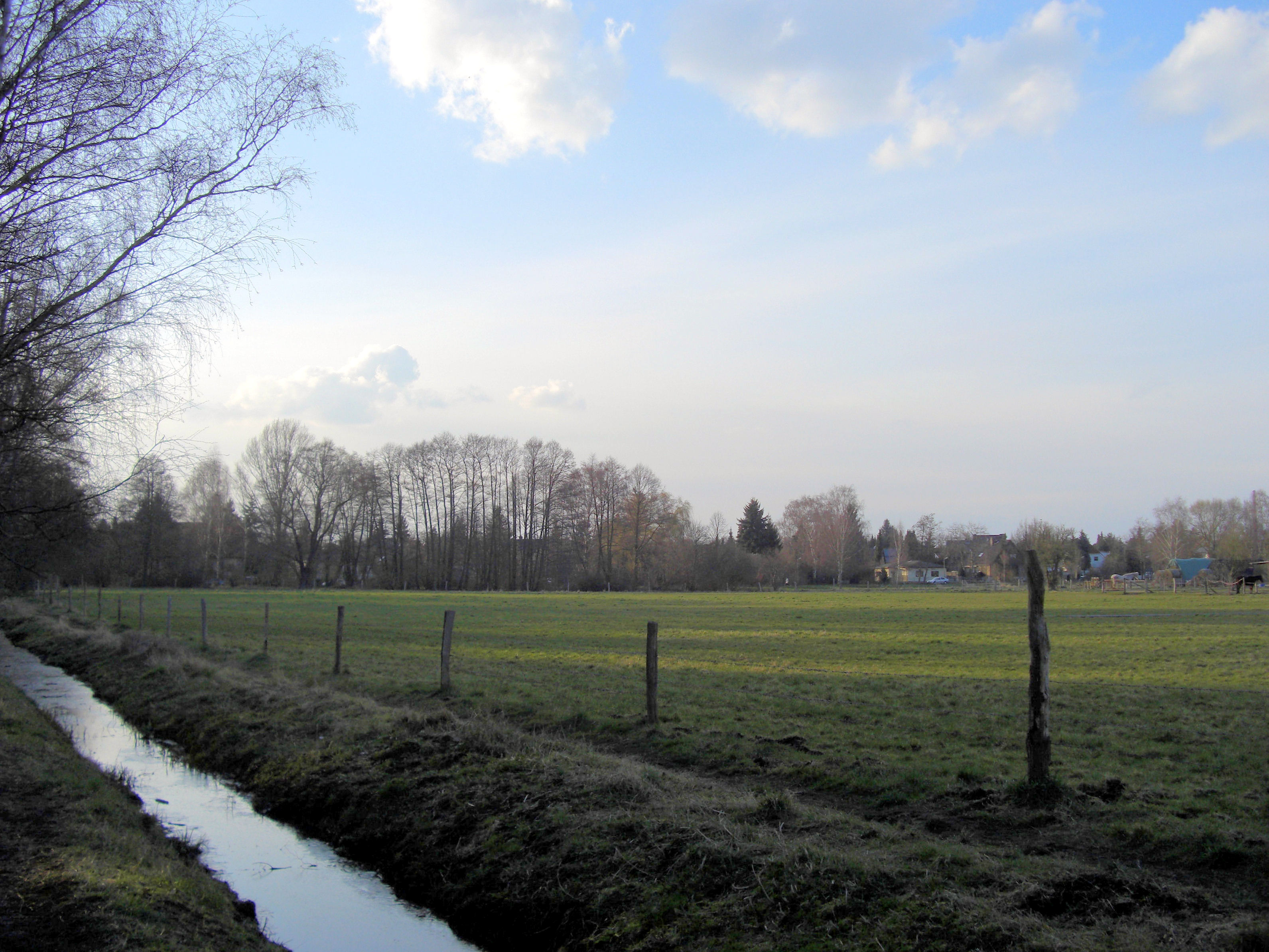
Heiligenseer Feld

## Wirtschaft und Infrastruktur

### Wirtschaft
Bis ins 20. Jahrhundert lebten die Bewohner Heiligensees größtenteils von den Erträgen der Landwirtschaft. Davon zeugen noch das bewirtschaftete Südfeld an der Heiligenseestraße und das Mittelfeld in der Straße Am Dachsbau.
In den 1930er Jahren wurde die Borsig-Siedlung errichtet, in der die Arbeiter der Borsigwerke lebten.
Heutzutage füllt die Firma Underberg an der Hennigsdorfer Straße unter anderem ihren Boonekamp ab. Auf dem Nachbargelände stellte die Firma Tetra Pak bis Ende 2013 ihre bekannten Getränkekartons her.
Das ehemalige Straßenbahndepot ist das letzte Gewerbegrundstück am historischen Dorfkern von Alt-Heiligensee. Von 1989 bis 2003 hatte dort der Steinrestaurierungs- und Steinmetzbetrieb Steinforum seinen Sitz. Bis April 2009 war dort die Prometheus Projekt GmbH ansässig, ein Unternehmen, das innovative IT- und CNC-Technologie mit traditionellem Handwerk verbindet. Im Oktober 2008 wurde das Grundstück vom Liegenschaftsfonds Berlin an eine Immobilienverwaltungsgesellschaft verkauft.

### Verkehr

#### Historisches

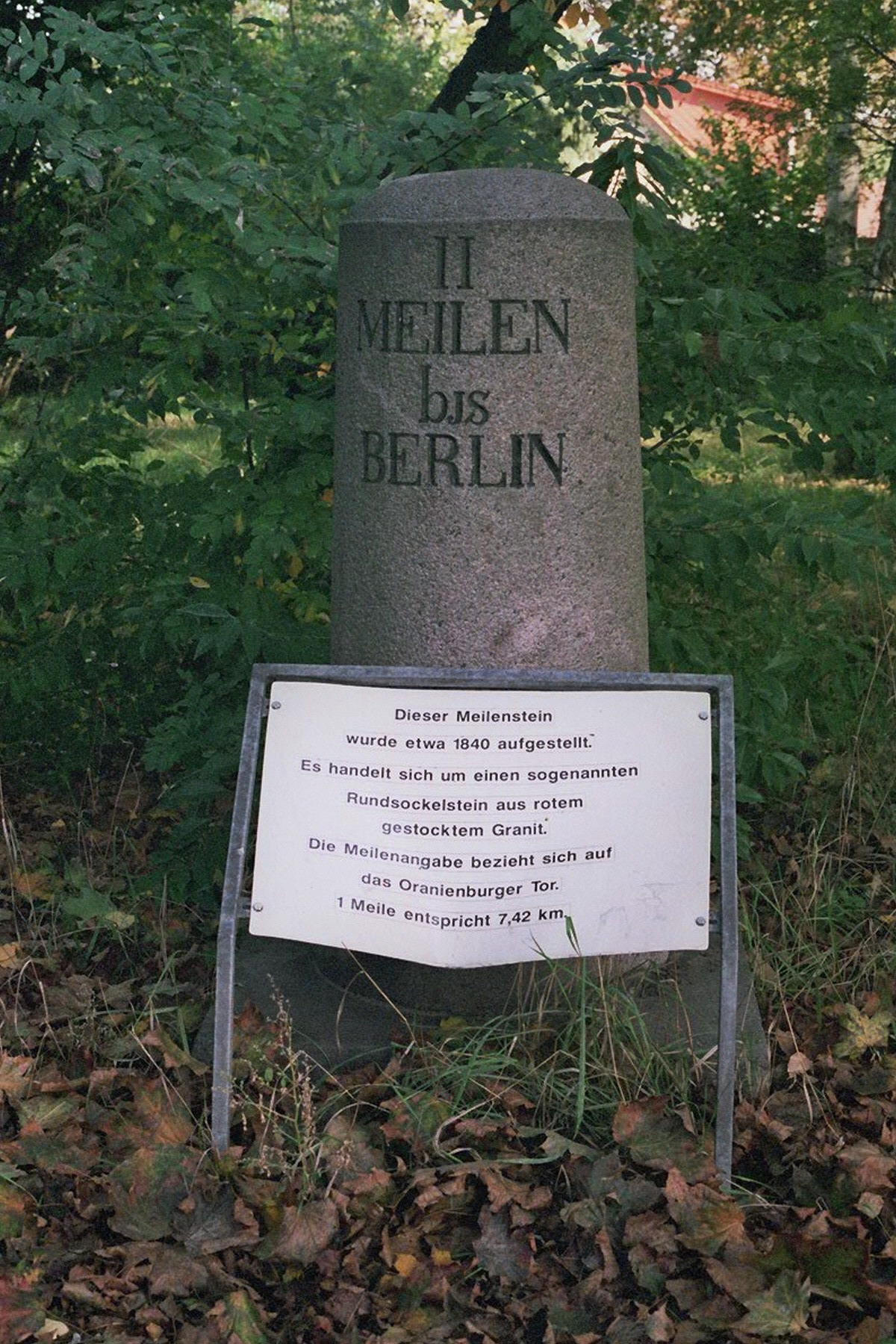
Meilenstein in der Ruppiner Chaussee

Im Jahr 1840 wurde ein Meilenstein in der heutigen Ruppiner Chaussee mit der Aufschrift „II MEILEN bis BERLIN“ errichtet. Mit „Berlin“ bezog man sich seinerzeit auf das Oranienburger Tor, eine preußische Meile entsprach einer Strecke von rund 7,53 Kilometern. Dieser Meilenstein ist am Aufstellort erhalten.
Im Mittelalter befuhr eine Fähre die engste Stelle des Nieder Neuendorfer Sees und verband die Dörfer Heiligensee und Nieder Neuendorf. Davon zeugt die Namensgebung der beiden Straßen: „Fährweg“ auf Nieder Neuendorfer Seite und „Fährstraße“ auf Heiligenseer Seite. Mit Errichtung einer Brücke in Hennigsdorf im Jahr 1506 fuhren immer seltener Menschen mit der Fähre. Das Fährrecht an dieser Stelle besteht bis heute.
Nach dem Zweiten Weltkrieg entstand unter sowjetischer Besatzung eine Behelfsbrücke, die wenige Jahre später wieder abgetragen wurde.
Am 29. Mai 1913 eröffnete die Straßenbahn der Gemeinde Heiligensee an der Havel ihren Betrieb und verband das Dorf Heiligensee mit Tegel über die damalige Kirschallee (Heiligenseestraße). Hiervon zeugen das alte – inzwischen unter Denkmalschutz stehende – Depot am Dorfanger (Alt-Heiligensee 73–75) und der breite Grünstreifen entlang der Heiligenseestraße. 1920 übernahm die Große Berliner Straßenbahn mit der Eingemeindung des Dorfes nach Groß-Berlin die Straßenbahn. Nach der Eröffnung der heutigen U-Bahn-Linie U6 in Tegel wurde die Straßenbahnlinie am 1. Juni 1958 eingestellt. Von diesem Zeitpunkt an übernahmen Busse die Strecke.
In der Zeit vor dem Ersten Weltkrieg befand sich ein kleiner Flugplatz in Schulzendorf zwischen den Straßen Im Erpelgrund und An der Wildbahn. Die Einweihung erfolgte am 19. Juli 1911. Am 29. Mai 1913 fand eine öffentliche Flugveranstaltung statt. Ende 1914 übernahm das Militär das Gelände, nutzte es aber nur kurze Zeit. 1919 wurde der Flugplatz aufgegeben und zu Siedlungsgebiet umgewandelt.

#### Öffentlicher Personennahverkehr
Die Trasse der Kremmener Bahn führt durch Heiligensee, auf dem Gebiet des Ortsteils befinden sich die S-Bahnhöfe Schulzendorf und Heiligensee. Hier verkehrt die Linie S25 der S-Bahn Berlin. Weiterhin ist Heiligensee tagsüber durch die Buslinien 124, 133 (Richtung Tegel) und 324 (Richtung Konradshöhe) sowie durch die Nachtbuslinien N22 und N24 erschlossen.

#### Individualverkehr
Nahezu parallel zur Bahntrasse führt seit 1987 die A 111 als Europastraße 26 durch den Ortsteil. Die Anbindung erfolgt über die Anschlussstelle Schulzendorfer Straße. Bis zum Mauerfall befand sich auf Höhe der Polizeikaserne auf dieser Strecke auch der Grenzkontrollpunkt Heiligensee in die DDR.

### Öffentliche Einrichtungen

#### Kindergärten
- Dachskinder, Am Dachsbau 3–5 (Kindertagesstätte mit naturverbundenem Konzept)
- EJF (Evangelisches Jugend- und Fürsorgewerk)-Kindertagesstätte Kleine Pusteblume, Am Bärensprung 36
- Elterninitiativ-Kindertagesstätte Regenbogenkinder, Sandhauser Straße 145
- Evangelischer Dorfkindergarten, Alt-Heiligensee 45–47
- Evangelische Kita Waldkirche, Stolpmünder Weg 35–43
- Fröbel-Kindergarten am Südfeld, Heiligenseestraße 63
- Havelmäuse, Hennigsdorfer Straße 130
- Montessori-Kinderhaus Zwergenstube, Am Bärensprung 42

#### Schulen
- Ellef-Ringnes-Grundschule (bis 1967: 17. Grundschule), bis 2013 im Stolpmünder Weg 45. Nachdem die große Turnhalle 2013 nach Brandstiftung bis auf die Grundmauern abgebrannt war, hat die Schule ihren Sitz in den Räumen der ehemaligen Heiligensee-Grundschule, Im Erpelgrund 11–17.
- Otfried-Preußler-Grundschule (2010 aus der Heiligensee-Grundschule und der Erpelgrund-Schule zusammengelegt), Schulzendorfer Straße 99–101
- Albrecht-Haushofer-Oberschule (Sekundarschule), Kurzebracker Weg 40–46
- Demokratische Schule X (Gemeinschaftsschule in freier Trägerschaft)

#### Justizvollzugsanstalt
In den ehemaligen Flak-Kasernen von 1937 in der Ruppiner Chaussee 268 befindet sich die offene Justizvollzugsanstalt Heiligensee mit über 240 Haftplätzen.

#### Feuerwehr
In Alt-Heiligensee steht auf dem historischen Dorfanger die alte Feuerwache der Freiwilligen Feuerwehr von Heiligensee. Hier finden auch die regelmäßigen Übungen statt. Des Weiteren gibt es dort eine Jugendfeuerwehr, die am 24. März 1979 mit neun Mitgliedern und einem Jugendwart gegründet worden ist.

#### Freizeiteinrichtungen
- Freibad Heiligensee in der Sandhauser Straße 132–140
- Walter-May-Schullandheim am Elchdamm in den Baumbergen
- Jugendfreizeitheim auf dem Dorfanger

## Persönlichkeiten
- Friedrich von Pfuel (1460–1527), Ritter, Herr auf Heiligensee
- Louis Held (1851–1927), Fotograf, in Heiligensee aufgewachsen
- Hannah Höch (1889–1978), Malerin, lebte zwischen 1939 und ihrem Tod An der Wildbahn 33
- Paul Schiefelbein (1894–1975), Polizeioffizier, lebte in Heiligensee
- Petra A. Bauer (* 1964), Autorin, lebt in Heiligensee
- Klaus Voormann (* 1938), Musiker und Grafiker, wuchs in Heiligensee auf